# Probreviceps
Probreviceps és un gènere de granotes de la família Microhylidae que es troba a Tanzània i Zimbàbue.

## Taxonomia
- Probreviceps durirostris (Loader, Channing, Menegon i cols., 2006).
- Probreviceps macrodactylus (Nieden, 1926).
- Probreviceps rhodesianus (Poynton & Broadley, 1967).
- Probreviceps uluguruensis (Loveridge, 1925).